# Под дождём
«Под дождём» (укр. Під дощем) або «Подо**ём под дождём» (укр. Почекаємо під дощем) — пісня українського рок-гурту Green Grey, написана 1996 року.
«Под дождём» стала однією з перших пісень українського музичного гурту Green Grey, заснованого киянами Андрієм Яценком та Дмитром Муравіцьким. Композиція поєднувала рок-музику, попмузику, реп та хіп-хоп, та принесла Green Grey Гран-прі фестивалю «Покоління-96». Завдяки перемозі на конкурсі, гурту безплатно зняли кліп «Под дождём», який отримав широку ротацію на телебаченні. У київському «Параді хіт-парадів» «Под дождём» два роки поспіль визнали піснею року.
«Под дождём» увійшла до дебютного альбому Green Grey, що вийшов 1997 року. Пісня вважається важливим складником становлення українського шоубізнесу та одним з головних хітів Green Grey, а відеокліп на неї — одним з найкращих за часів незалежної України. 
2016 року Green Grey випустили оновлену версію композиції, записану за участі українського співака та танцюриста Дмитра Монатика.

## Історія створення

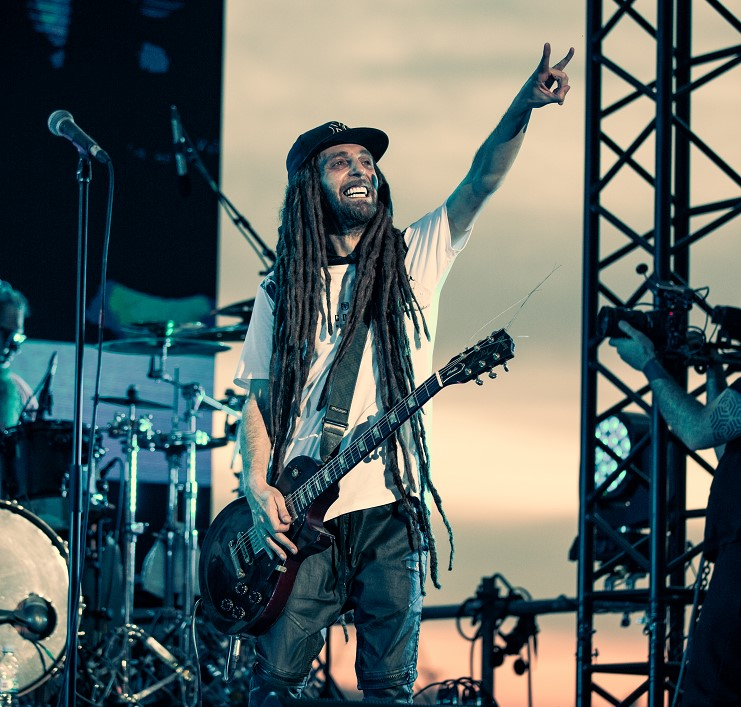
Засновник Green Grey, гітарист та композитор Андрій Яценко (Дизель)

Засновниками українського музичного гурту Green Grey є кияни Андрій Яценко («Дизель») та Дмитро Муравіцький («Мурік»). Назва гурту та частина репертуару були успадковані від попереднього колективу Яценка, який існував з 1990 року, встиг отримати Гран-прі конкурсу «Живий звук» в Москві та спеціальний приз від президента MTV Europe Білла Роуді на фестивалі «Білі ночі Санкт-Петербурга», але розпався через фінансові труднощі. 1994 року Андрій Яценко відродив проєкт у вигляді студійного ейсид-техно-дуету із Дмитром Муравицьким: перший грав на гітарі, писав музику до пісень та робив аранжування, а другий був вокалістом та автором текстів.
Молодий колектив підписав контракт з продюсерською фірмою MC Entertainment, а до його складу доєднався третій учасник, діджей Анатолій Векслярський (DJ Jamix або «діджей Толя»). Гурт виконував власну суміш рок-музики, фанку, попмузики, трип-хопу та танцювальної електронної музики, яку музиканти жартома називали «укр-попом» (аналогічно бритпопу, що в цей момент набирав популярність у Великій Британії). Вважається, що саме Green Grey вперше в історії української музики мали на сцені діджея, який брав участь у живих виступах. 1995 року отримали спонсорський контракт від виробників «Пепсі», а 1996 року випустили півгодинний музичний промофільм «Нова молодь нової Європи», знятий режисером Олегом Чорним.
«Подо**ём под дождём» звучала останньою у фільмі «Нова молодь нової Європи». Вона стала однією з лише шести пісень, які гурт записав на той час для майбутнього альбому. Про обставини створення пісні відомо небагато, окрім того, що вона була створена авторським дуетом Яценка та Муравицького та записана у співпраці з саундпродюсером Василем Ткачем. За словами лідера гурту Андрія Яценка, вже тоді музиканти розуміли, що пісня стане гучним хітом: «Була прямо впевненість [а не просто відчуття], бо коли ти відчуваєш, що в тебе в руках зброя, яка стріляє і потужна, то, звісно, ця впевненість присутня». «Под дождём» була написана пізніше інших перших пісень, але на думку Яценка, саме вона «сформувала силует гурту». 1996 року гурт виступив з нею на фестивалі «Покоління-96» в Москві, де отримав головний приз —  «гран-грушу» — від голови журі Артемія Троїцького. Музикантам, що знаходилися на піку популярності, навіть запропонували переїхати з Києва до Москви, але вони відмовилися. Натомість на батьківщині, у київському «Параді хіт-парадів» «Под дождём» два роки поспіль назвали піснею року.

## Відеокліп
- Green Grey — Подо**ём под дождём на YouTube
- Green Grey — Под дождём на YouTube (альтернативний кліп)
- Green Grey feat. Monatik — Под дождём (2016) на YouTube
- Green Grey — Под дождём (акустика) на YouTube

Головним призом фестивалю «Покоління-96» стала можливість зняти відеокліп на пісню «Под дождём». В дев'яності роки це було чудовим подарунком для українських музикантів, бо основним джерелом інформації залишалося телебачення, але за відсутності грошей якісний кліп було зняти важко. Режисером кліпу став Степан Полянський, а за його виробництво відповідала російська компанія Art Pictures Studio, яка організовувала «Покоління». Бюджет кліпу склав близько 3-5 тисяч доларів (за іншими даними — близько 10 тис. доларів), що на той момент вважалося солідною сумою для пострадянських виконавців, але гурту цей кліп дістався безкоштовно. Чорно-білий кліп був знятий у Москві.
Вже набагато пізніше — в серпні 2013 року — Green Grey опублікували на власному YouTube-каналі «альтернативний кліп» на пісню «Под дождём», що був фрагментом документального фільму «Нова молодь нової Європи». Як згадував режисер Олег Чорний, фільм знімався на базі КМ-студії поряд із київським Будинком актора, але по аналогії із популярним в техно інструментом семплером, при роботі з відеозображенням також застосували метод «семплювання»: оригінальні зйомки гурту було поєднано із фрагментами, знятими іншими операторами, серед яких власні відеоматеріали музикантів, епізоди з фільмів, кадри з матеріалів Грінпіс тощо.

## Вихід у складі альбому
Попри наявність кліпу, нагород, та ротацію на радіо та телебаченні, офіційно «Под дождём» вийшла лише 1997 року у складі дебютного музичного альбому гурту з однойменною назвою Green Grey, виданого на лейблі Rec Records. Шість пісень було готово задовго до цього, але чотири інших записували майже півтора року, бо не могли вибратися до студії через щільний гастрольний графік. З виходом альбому не поспішали ще й тому, що і без нього творчість гурту вже знали: «Таке враження, що пісні передавалися як казки. Бо незрозуміло було: ти приїжджаєш у місто, і люди знають пісні напам'ять» — згадував Дмитро Муравіцький. Пізніше Андрій Яценко пояснив, чому «Под дождём» так і не була випущена як сингл: «Наша музика ділиться виключно на сингли, тобто ми працюємо із сингловим підходом. Але, на жаль, шоубізнес тут не готовий сприйняти сингли. Комерційного успіху вони не мають, тож ми їх і не випускаємо».
До альбому пісня увійшла під назвою «Подо**ём под дождём», відображаючи двозначність тексту. Цю особливість відзначали навіть у наукових працях, називаючи її одним з небагатьох зразків графічної актуалізації пісенної омофонії: «Голослівним є твердження, що омофони, які сприймаються на слух, нібито неможливо передати в письмовій формі. Зокрема, український гурт „Грін Грей“ впорався навіть із випадком, коли при виконанні звучало чи то „под дождём“ [під дощем], чи то „подождём“ [почекаємо], чи то „подожжем“ [підпалимо] — причому по контексту жоден з варіантів не відпадав. В друкованому варіанті було „под***ем“».
В тексті пісні є рядок «Я двига-, двигаюсь легко» (укр. Я руха-, рухаюся легко), що відсилає до псевдоніма «Ядвіга Юсьлегко» Ольги Плотнікової, семпл голосу якої використано в композиції. Хоча у вихідних даних альбому Ядвіга Юсьлегко вказана як запрошений гість, а її пісня «Мальчик» (написана дуетом авторів Green Grey) навіть увійшла до збірки «Територія Данс» 1996 року, Дизель зізнавався, що вона була не співачка, а модель: «Вона скоріше наша подружка, яка просто хотіла випробувати те, що ми відчуваємо на сцені».
В рецензіях на дебютний альбом «Грін Грей» їхню музику називали сумішшю рок-музики, хіп-хопа, трансу, техно та репа, порівнюючи із гуртами «Воплі Відоплясова» та «Два самолета», звертаючи увагу на те, що Green Grey не співають українською. Самі учасники гурту називали власний стиль «укр-поп»:
|                                             | Ми намагаємось вивести рок-музику на попсцену і називаємо це попмузикою… [Укр-поп] це стиль, як хард-рок, наприклад. Ми намагаємося в Україні створити такий музичний напрямок, який би витіснив попкультуру як таку, і навіть із повсякденних слів, як, наприклад, «поп». Тобто, ми намагаємося зробити так, щоб соромно було називати попсових виконавців популярними. |
| — Дизель, «Музыкальная газета» (18.07.2000) | |

## Оновлена версія (2016)

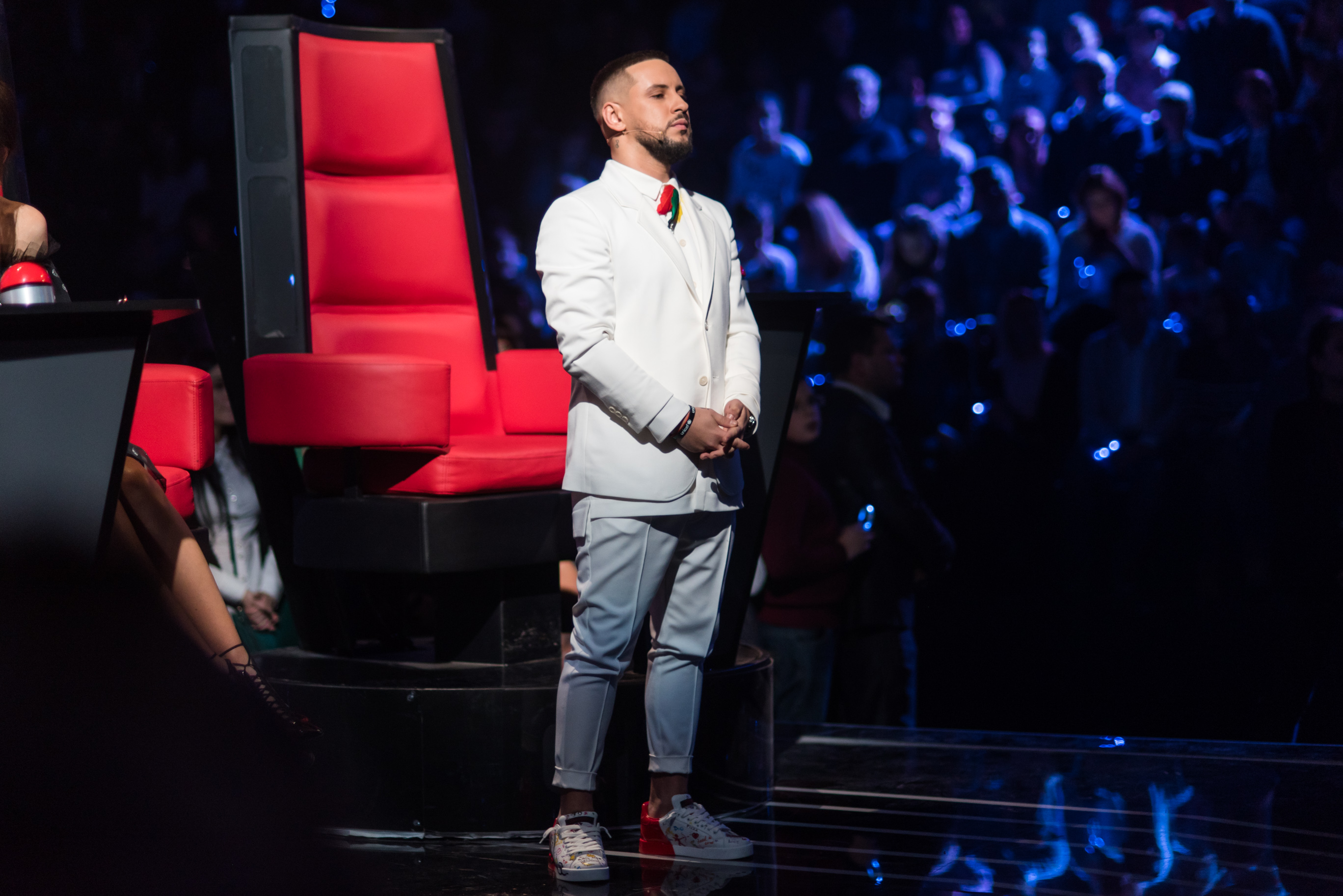
Оновлену версію пісні разом з гуртом виконав Дмитро Монатик

2016 року, на честь двадцятиріччя композиції «Под дождём», Green Grey виконали її оновлену версію разом з українським співаком та танцюристом Дмитром Монатиком (MONATIK) на церемонії нагородження музичної премії YUNA. Ініціатором спільного виконання став DJ Паша, один з організаторів церемонії нагородження. За словами музикантів, «під цю музику в пам'яті багатьох спливають уривки з безтурботного дитинства чи романтичної юності, історії знайомства з першим коханням, особисті перемоги та поразки».
Пізніше на пісню було знято відеокліп (режисер Володимир Шпак, оператор Олександр Гребенніков), головну роль в якому зіграла Катерина Куцина. Нова версія пісні увійшла до спеціального видання альбому Green Grey WTF?! Вона також вийшла окремим цифровим синглом на лейблі UMPG Music.

## Мовний скандал (2021)
2021 року на «Олімпійському» відбувся концерт, присвячений 30-ій річниці незалежності України. Концепція шоу полягала в тому, що 30 легендарних українських гуртів мають виконати 30 легендарних пісень. Серед інших, в кінці травня 2021 року туди було запрошено і Green Grey із їхнім хітом «Под дождём». Популярна композиція звучала на подібних концертах і раніше, зокрема, минулого року під час святкування Дня Незалежності, у виконанні Монатика, Потапа, Мішель Андраде та гурту «Время и стекло».
Менш ніж за місяць до виступу — 27 липня 2021 року — гурт написав у Facebook, що їм повідомили про зміну концепцію свята, згідно з якою виступатимуть лише українськомовні артисти, в яку Green Grey не вписуються. «Нас пытаются стереть из истории!» (укр. нас намагаються стерти з історії) — було написано у гнівній промові гурту. У відповідь Офіс Президента опублікував пресреліз, згідно з яким Green Grey виключили з програми не через російськомовну творчість, а через висловлювання про 30 статтю мовного закону, що нещодавно набрала чинності. Як виявилося, за тиждень до інциденту Дмитро Муравіцький опублікував в Instagram пост із «своєю відповіддю мовному закону», де показував середній палець та імітував блювання.

## Історичне значення
«Под дождём» стала першим гучним хітом гурту Green Grey. Журналіст Михайло Антонов називав її власною «Satisfaction» колективу, піснею, по якій можна одразу зрозуміти, про який гурт йдеться (по аналогії з головним хітом The Rolling Stones). Засновник Green Grey Андрій Яценко вважав, що гурт має одразу три «візитівки», залежно від покоління слухачів: для першого це «Под дождём», для другого — «Мазафака», а для третього — «Емігрант», але погоджувався, що саме «Под дождём» — «це наш старт, така пісня, що дала нам майбутнє».
На сайті Espreso TV пісню назвали важливим складником формування українського шоубізу в дев'яності роки: «Пісня „Под дождём“ — була тим самим довгоочікуваним вітчизняним якісним і модним продуктом». Разом з тим, у виданні зауважили, що популярність гурту залишилася в 1990-х роках, бо «в якийсь момент щось пішло не так і хіти перестали писатися». В інтернет-ЗМІ tochka.net «Под дождём» включили до списку десяти найкращих відеокліпів незалежної України. В Енциклопедії Сучасної України вона вважається однією з найпопулярніших пісень Green Grey, разом із «Аргументи і факти», «Депресивний листопад», «Емігрант».